# 伊十五型潜水艦
伊十五型潜水艦（いじゅうごがたせんすいかん）は、大日本帝国海軍の潜水艦の艦級。巡潜乙型（じゅんせんおつがた）とも呼ばれる。

## 概要
本艦級の潜水艦は第三次及び第四次海軍補充計画によって20隻建造された。太平洋戦争における大日本帝国海軍が最も多く建造した大型潜水艦である。伊号第三十六潜水艦を除いた艦はすべて沈没した。設計にあたっては巡潜甲型（伊九型潜水艦）を参考にしている。
アメリカ海軍の「ワスプ」を撃沈した伊号第十九潜水艦や、アメリカ本土砲撃を行ったほか、搭載機でアメリカ本土空襲を行った伊号第二十五潜水艦などはこの艦級に属している。改良型に伊四十型潜水艦と伊五十四型潜水艦がある。
また、本級を含めた巡潜乙型は、主力たるを期待された巡潜各型の内6割以上を占めるにもかかわらず、商船撃沈数は日本潜水艦によるそれの4割程度に止まっており、低評価されがちな日本潜水艦隊を象徴するクラスでもある。

## 建造
1937年（昭和12年）度の③計画により伊七型潜水艦（巡潜3型）の発展型として計画された（計画番号S37）。同時期に計画された甲型潜水艦から潜水戦隊旗艦設備を除いた形で、排水量や全長は若干小さい。兵装は、甲型とほぼ同じで魚雷発射管6門を艦首に装備し、魚雷を17本（甲型は18本）搭載した。14cm単装砲が後甲板にあり、25mm連装機銃が1基（甲型は2基）を有している。航空艤装も甲型と同様に、司令塔前部に航空機格納筒を設置し水偵1機を搭載、前甲板にカタパルトを装備した。航空機揚収納用のデリックも装備されている。
本型は③計画で6隻（伊15から伊25まで）建造され、太平洋戦争開戦前に竣工した。続く1939年（昭和14年）度の④計画で14隻（伊26から伊39まで）建造され、1943年（昭和18年）4月までに竣工している。

## 改良型
1941年（昭和16年）のマル急計画において計画された6隻（伊40から伊45）は計画番号S37Bと改められた。最大の違いは主機を巡潜3型と同じ艦本式1号甲10型ディーゼルを搭載したことである。詳細は伊四十型潜水艦（乙型改1）を参照のこと。
1942年（昭和17年）のマル追計画では7隻の建造が計画され3隻（伊54、伊56、伊58）が完成、4隻は建造取り止めとなった。計画番号はS37Cで戦時急造のための簡易化された艦型である。詳細は伊五十四型潜水艦（乙型改2）を参照のこと。
ミッドウェー海戦後の改⑤計画では32隻の乙型潜水艦の建造を計画したが戦局悪化のため全て建造取り止めとなった。計画番号S49Aとし、14隻は乙型改2として建造。残りの18隻は前部に備砲を設置、航空設備は後部へ移動、また機雷敷設ができる計画だったと言われている。

## 戦時の改装

### 甲標的搭載
1942年（昭和17年）5月に甲標的でのシドニー攻撃に参加した伊27は甲標的搭載のため、後部の14cm砲を撤去したと思われる。

### 回天搭載
1944年（昭和19年）後半に残存していた伊36、伊37は後部の14cm砲を撤去し回天4基を搭載した。またこの時期22号電探を格納筒上部に1基、艦橋上に逆探1基を装備したと思われる。1945年（昭和20年）に入り伊36は更に前部の航空兵装（格納筒、射出機、クレーン）を撤去し前部に回天2基を搭載、合計6基搭載となった。13号電探搭載はこの時期と推定される。

## 戦歴
日本海軍の一等（伊号）潜水艦で一番多く建造された本型は、その長大な航続力により東はアメリカ西海岸から西はアフリカ東岸まで活躍した。また遣独潜水艦作戦に3隻が選ばれ大西洋まで活躍の場を広げた。本型とその改型である乙型改1、乙型改2を含めた総撃沈トン数は日本潜水艦全体の42%に達した。撃沈隻数の順位では伊27が日本潜水艦第2位(13隻)、伊26が日本潜水艦第3位(10隻)、伊21が日本潜水艦第4位(9隻)と上位5隻のうち3隻を乙型が占めており、撃沈トン数の順位でも伊27が日本潜水艦第2位(72,449トン)、伊26が日本潜水艦第3位(56,226トン)、伊21が日本潜水艦第4位(53,538トン)、伊37が日本潜水艦第5位(47,942トン)と上位5隻のうち4隻を乙型が占めている。多くが1943年から1944年にかけて撃沈され、終戦時には1隻しか残存しなかった。
主な活躍は以下の通り
- 伊19 - 米空母ワスプ撃沈,米戦艦ノースカロライナ大破
- 伊17 - アメリカ本土砲撃
- 伊25 - 搭載水偵によるアメリカ本土空襲およびアメリカ本土砲撃
- 伊26 - 米空母サラトガ撃破、米巡洋艦ジュノー撃沈、アメリカ本土砲撃
- 伊30、伊34、伊29 - それぞれ第1次、3次、4次遣独潜水艦作戦に従事

## 同型艦
- 伊号第十五潜水艦 [I]：③計画仮称「第37号艦」。1940年9月30日竣工、1942年11月沈没。
- 伊号第十七潜水艦：③計画仮称「第38号艦」1941年1月24日竣工、1943年8月沈没。
- 伊号第十九潜水艦：③計画仮称「第39号艦」。1941年4月28日、1943年11月沈没。
- 伊号第二十一潜水艦 [II]：③計画仮称「第40号艦」。1941年7月15日竣工、1944年2月沈没。
- 伊号第二十三潜水艦 [II]：③計画仮称「第41号艦」。1941年9月27日竣工、1942年2月沈没。
- 伊号第二十五潜水艦：③計画仮称「第42号艦」。1941年10月15日竣工、1943年8月25日沈没。
- 伊号第二十六潜水艦：④計画仮称「第139号艦」。1941年11月6日竣工、1944年11月喪失認定。
- 伊号第二十七潜水艦：④計画仮称「第140号艦」。1942年2月24日竣工、1944年2月沈没。
- 伊号第二十八潜水艦：④計画仮称「第141号艦」。1942年2月6日竣工、1942年5月沈没。
- 伊号第二十九潜水艦：④計画仮称「第142号艦」。1942年2月27日竣工、1943年7月沈没。
- 伊号第三十潜水艦：④計画仮称「第143号艦」。1942年2月28日竣工、1942年10月沈没。
- 伊号第三十一潜水艦：④計画仮称「第144号艦」。1942年5月30日竣工、1943年5月沈没。
- 伊号第三十二潜水艦：④計画仮称「第145号艦」。1942年4月26日竣工、1944年3月沈没。
- 伊号第三十三潜水艦：④計画仮称「第146号艦」。1942年6月10日竣工、1944年6月事故により喪失。
- 伊号第三十四潜水艦：④計画仮称「第147号艦」。1942年8月31日竣工、1943年11月沈没。
- 伊号第三十五潜水艦：④計画仮称「第148号艦」。1942年8月31日竣工、1943年11月沈没。
- 伊号第三十六潜水艦：④計画仮称「第149号艦」。1942年9月30日竣工、終戦時残存、1946年4月1日海没処分。
- 伊号第三十七潜水艦：④計画仮称「第150号艦」。1943年3月10日竣工、1944年11月沈没。
- 伊号第三十八潜水艦：④計画仮称「第151号艦」。1943年1月31日竣工、1944年11月沈没。
- 伊号第三十九潜水艦：④計画仮称「第152号艦」。1943年4月22日竣工、1943年11月沈没。
- 改⑤計画仮称第5129号艦から第5146号艦：戦局悪化のため計画中止[5]。

以上の艦の他に③計画では第43号艦、④計画では第153号艦の計2隻が計画されているが、これは大和型戦艦2隻(大和、武蔵)の建造予算調達の為に計上された物で、実際に建造される予定は無かった。

## 潜水隊の変遷
姉妹艦20隻のうち、横須賀鎮守府の伊26までの7隻は巡潜丙型5隻とともに4個潜水隊を編成。呉鎮守府の伊27から伊30までの4隻と、伊31から伊33までの3隻はそれぞれ1個潜水隊を編成した。それぞれ横須賀鎮守府、呉鎮守府に配備されたため、横鎮の固有番号の1~10まで、呉鎮の固有番号の11~20までの番号の潜水隊である。伊34以降の竣工艦は訓練部隊の呉潜水戦隊およびそれを改変した第11潜水戦隊で訓練ののち、伊34、伊35は第五艦隊に編入。伊36以降は第14潜水隊および第15潜水隊に編入され、伊34、伊35も後に第15潜水隊に編入された。

### 第一潜水隊
横須賀鎮守府籍の伊15・伊17と、巡潜丙型の伊16で編成。C1型からなる先代の第1潜水隊が、所属艦の除籍により1929年（昭和4年）4月1日に解隊されて以来、4代目となる。昭和17年2月1日に第2潜水隊の伊18、伊20と入れ替わる形で伊15、伊17が第2潜水隊に転出した。昭和18年9月25日に解隊された。
1940年(昭和15年)11月15日：伊15、伊16で編成。第1潜水隊司令石崎昇大佐。第六艦隊第1潜水戦隊。
1941年(昭和16年)1月24日：竣工した伊16を編入。
1941年(昭和16年)8月11日：第1潜水隊司令今里博大佐。
1942年(昭和17年)2月1日：伊15、伊17は第2潜水隊に転出。第2潜水隊より伊18、伊20を編入。第1潜水隊司令今和泉喜次郎大佐。
1942年(昭和17年)3月10日：第8潜水戦隊。
1942年(昭和17年)8月26日：第1潜水隊司令太田信之輔大佐。
1942年(昭和17年)12月15日：解隊された第3潜水隊より伊21、伊24を編入。
1943年(昭和18年)2月11日：サンクリストバル島南方で伊18戦没(太田司令戦死)。4月1日除籍。
1943年(昭和18年)3月25日：第1潜水隊司令岩上英寿大佐。
1943年(昭和18年)6月11日：セミチ島北東で伊24戦没。8月1日除籍。
1943年(昭和18年)8月9日：第1潜水戦隊
1943年(昭和18年)9月3日：エスピリトゥサント島近海で伊20戦没。
1943年(昭和18年)9月25日：解隊。所属艦は第2潜水隊に編入。

### 第二潜水隊
横須賀鎮守府籍の伊19と、巡潜丙型の伊18・伊20で編成。S型からなる先代の第2潜水隊が、所属艦の除籍により1929年（昭和4年）4月1日に解隊されて以来、5代目となる。昭和17年2月1日に第1潜水隊の伊15、伊17と入れ替わる形で伊18、伊20が第1潜水隊に転出した。昭和19年4月25日に解隊された。
1941年(昭和16年)1月31日：伊18、伊20で編成。第2潜水隊司令今和泉喜次郎大佐。第六艦隊第1潜水戦隊。
1941年(昭和16年)4月28日：竣工した伊19を編入。
1942年(昭和17年)2月1日：伊18、伊20は第1潜水隊に転出。第1潜水隊より伊15、伊17を編入。第2潜水隊司令今里博大佐。
1942年(昭和17年)8月10日：解隊された第4潜水隊より伊25、伊26を編入。
1942年(昭和17年)8月15日：伊25、第六艦隊に転出。
1942年(昭和17年)8月25日：今里司令離任。
1942年(昭和17年)11月10日：サンクリストバル島ルシェルシュ岬付近で伊15戦没。12月24日除籍。
1943年(昭和18年)1月10日：第2潜水隊司令水口兵衛大佐。
1943年(昭和18年)7月20日：第2潜水隊司令宮崎武治大佐。
1943年(昭和18年)8月19日：ヌーメア沖で伊17戦没。12月1日除籍。
1943年(昭和18年)9月25日：解隊された第1潜水隊より伊16、伊20(書類上在籍)、伊21を編入。第2潜水隊司令岩上英寿大佐。
1943年(昭和18年)10月31日：第一艦隊第11潜水戦隊より伊40を編入。
1943年(昭和18年)11月22日：伊40、消息不明。翌年2月21日亡失認定。4月30日除籍
1943年(昭和18年)11月25日：伊26、第8潜水戦隊に転出。マキン島西方で伊19戦没(岩上司令戦死)。翌年4月30日除籍。
1943年(昭和18年)11月29日：タラワ近海で伊21戦没。翌年4月30日除籍。
1943年(昭和18年)12月1日：伊20除籍。
1944年(昭和19年)1月15日：第六艦隊。
1944年(昭和19年)3月5日：伊16、第15潜水隊に転出。
1944年(昭和19年)4月25日：解隊。

### 第三潜水隊
横須賀鎮守府籍の伊21・伊23と、巡潜丙型の伊22で編成。海中1型、海中2型からなる先代の第3潜水隊が、所属艦の除籍により1932年（昭和7年）4月1日に解隊されて以来、5代目となる。昭和17年12月15日に解隊された。
1941年(昭和16年)7月15日：伊21、伊22で編成。第3潜水隊司令佐々木半九大佐。第六艦隊第1潜水戦隊。
1941年(昭和16年)9月27日：竣工した伊23を編入。
1942年(昭和17年)2月1日：第4潜水隊より伊24を編入。
1942年(昭和17年)2月24日：ハワイ近海で伊23消息不明。2月28日亡失認定。4月30日除籍。
1942年(昭和17年)3月10日：第8潜水戦隊。
1942年(昭和17年)10月6日：サンクリストバル島近海で伊22戦没。12月15日除籍。
1942年(昭和17年)12月15日：解隊。残存艦は第1潜水隊に編入。

### 第四潜水隊
横須賀鎮守府籍の伊25・伊26と、巡潜丙型の伊24で編成。L2型からなる先代の第4潜水隊が、所属艦の除籍により1940年（昭和15年）4月1日に解隊されて以来、3代目となる。昭和17年8月10日に解隊され、所属艦は第2潜水隊に編入された。
1941年(昭和16年)10月31日：伊24、伊25で編成。第4潜水隊司令小田為清大佐。第六艦隊第1潜水戦隊。
1941年(昭和16年)11月6日：竣工した伊26を編入。
1942年(昭和17年)2月1日：伊24は第3潜水隊に転出。
1942年(昭和17年)4月5日：第4潜水隊司令長井満大佐。
1942年(昭和17年)8月10日：解隊。所属艦は第2潜水隊に編入。

### 第十四潜水隊
呉鎮守府籍の伊27・伊28・伊29・伊30で編成。海中4型からなる先代の第14潜水隊が、1938年（昭和13年）12月1日に解隊されて以来、3代目となる。伊30と伊29は遣独潜水艦作戦に参加した。昭和18年12月15日、伊29が遣独潜水艦作戦に参加するため解隊された。
1942年(昭和17年)2月24日：伊27、伊28で編成。第14潜水隊司令勝田治夫大佐。呉鎮守府部隊。
1942年(昭和17年)2月27日：竣工した伊29を編入。
1942年(昭和17年)2月28日：竣工した伊30を編入。
1942年(昭和17年)3月10日：第六艦隊第8潜水戦隊。
1942年(昭和17年)5月17日：トラック南方で伊28戦没。6月15日除籍。
1942年(昭和17年)10月13日：シンガポールで伊30戦没。1944年（昭和19年）4月15日除籍。
1943年(昭和18年)3月2日：第14潜水隊司令寺岡正雄大佐。
1943年(昭和18年)4月1日：第六艦隊より伊8を編入。
1943年(昭和18年)5月23日：伊8は第8潜水戦隊に転出。第一艦隊第11潜水戦隊より伊37を編入。
1943年(昭和18年)7月20日：第一艦隊第11潜水戦隊より伊39を編入。
1943年(昭和18年)11月26日：タラワ南西で伊39戦没。翌年4月30日除籍。
1943年(昭和18年)12月15日：解隊。残存艦は第8潜水戦隊に編入。
（1944年(昭和19年)2月12日：ワン・アンド・ハーフ・ディグリー海峡南西で伊27戦没。7月10日除籍。）
（1944年(昭和19年)7月26日：バリンタン海峡西口で伊29戦没。10月10日除籍。）
（1944年(昭和19年)9月12日：伊37は第15潜水隊に転出。）

### 第十五潜水隊
呉鎮守府籍の伊31・伊32・伊33で編成。海中2型、海中3型からなる先代の第15潜水隊が、1933年（昭和8年）9月1日に解隊されて以来、2代目となる。伊34は遣独潜水艦作戦に参加した。戦局の推移と共に南太平洋からフィリピン方面、沖縄方面と行動範囲を移しており、編入艦も多岐にわたる。
1942年(昭和17年)5月30日：伊31、伊32で編成。第15潜水隊司令貴島盛次大佐。第六艦隊第1潜水戦隊。
1942年(昭和17年)6月10日：竣工した伊33を編入。
1942年(昭和17年)9月26日：トラックで伊33事故沈没。潜水隊から離脱。
1942年(昭和17年)12月15日：呉鎮守府呉潜水戦隊より伊36を編入。
1943年(昭和18年)1月6日：第15潜水隊司令長井武夫大佐。
1943年(昭和18年)4月1日：第五艦隊より伊34、伊35を編入。
1943年(昭和18年)4月30日：第一艦隊第11潜水戦隊より伊38を編入。
1943年(昭和18年)5月13日：アッツ島チチャコブ港北東で伊31戦没。8月1日除籍。
1943年(昭和18年)11月13日：ムカヘッド灯台北西で伊34戦没。翌年1月5日除籍。
1943年(昭和18年)11月23日：タラワ環礁ベシオ島西方で伊35戦没。翌年4月10日除籍。
1943年(昭和18年)12月16日：第15潜水隊司令岡田有作大佐。
1943年(昭和18年)12月20日：第11潜水戦隊より伊41を編入。
1944年(昭和19年)1月15日：第六艦隊。
1944年(昭和19年)1月31日：第11潜水戦隊より伊42を編入。
1944年(昭和19年)2月11日：第11潜水戦隊より伊43を編入。
1944年(昭和19年)2月11日：パラオ南西で伊43戦没。4月30日除籍。
1944年(昭和19年)3月5日：第2潜水隊より伊16を編入。
1944年(昭和19年)3月23日：アンガウル島南西で伊42戦没。4月30日除籍。
1944年(昭和19年)3月24日：ウォッゼ南方で伊32戦没。6月10日除籍。
1944年(昭和19年)3月25日：第11潜水戦隊より伊45を編入。第15潜水隊司令高橋長十郎大佐。
1944年(昭和19年)4月28日：第11潜水戦隊より伊44を編入。
1944年(昭和19年)5月19日：第11潜水戦隊より伊53を編入。チョイスル島北端アレクサンダー岬北東で伊16戦没。10月10日除籍。
1944年(昭和19年)6月25日：第8潜水戦隊より伊26を編入。
1944年(昭和19年)7月10日：第11潜水戦隊より伊54、伊55を編入。
1944年(昭和19年)7月14日：サイパン島近海で伊55戦没。10月10日除籍。
1944年(昭和19年)7月27日：第15潜水隊司令揚田清猪大佐。
1944年(昭和19年)9月12日：第8潜水戦隊より伊37を編入。
1944年(昭和19年)9月20日：第11潜水戦隊より伊56を編入。
1944年(昭和19年)9月30日：第11潜水戦隊より伊46を編入。
1944年(昭和19年)10月8日：第11潜水戦隊より伊47を編入。
1944年(昭和19年)10月25日：レイテ島近海で伊26消息不明。11月21日亡失認定。翌年3月10日除籍。
1944年(昭和19年)10月28日：レイテ島東方で伊45、フィリピン東方で伊46および伊54戦没。いずれも翌年3月10日除籍。
1944年(昭和19年)11月12日：パラオ東方で伊38戦没。翌年3月10日除籍。
1944年(昭和19年)11月18日：サマール島東方で伊41戦没。翌年3月10日除籍。
1944年(昭和19年)11月19日：コッソル水道西口付近で伊37戦没。翌年3月10日除籍。
1944年(昭和19年)12月4日：第11潜水戦隊より伊58を編入。
1944年(昭和19年)12月7日：第11潜水戦隊より伊48を編入。
1945年(昭和20年)1月23日：ウルシー環礁西方で伊48戦没。5月10日除籍。
1945年(昭和20年)3月20日：第7潜水戦隊より伊361、伊363、伊366、伊367を編入。
1945年(昭和20年)4月4日：第11潜水戦隊より伊351を編入。
1945年(昭和20年)4月5日：久米島沖で伊56戦没。6月10日除籍。
1945年(昭和20年)4月18日：沖縄東方で伊44戦没。6月10日除籍。
1945年(昭和20年)5月30日：沖縄南東で伊361戦没。8月10日除籍。
1945年(昭和20年)6月20日：第11潜水戦隊より伊373を編入。
1945年(昭和20年)7月14日：南シナ海で伊351戦没。9月15日除籍。
1945年(昭和20年)8月14日：東シナ海で伊373戦没。9月15日除籍。
1945年(昭和20年)8月15日：解隊された第34潜水隊より伊156、伊157、伊158、伊159、伊162、伊201、伊202、呂50、波103、波105を編入。第15潜水隊司令大山豊次郎大佐。
1945年(昭和20年)9月2日：解隊。
（1945年(昭和20年)10月29日：宮崎県沖で伊363触雷沈没。11月10日除籍。残存艦は11月30日除籍。）